# Urbantatschen
Urbantatschen, 1938 bis 1945: Urbanshöhe, litauisch Urbantaičiai, ist ein verlassener Ort im Rajon Krasnosnamensk der russischen Oblast Kaliningrad.
Die Ortsstelle befindet sich dreieinhalb Kilometer nordöstlich von Tretjakowo (Sodargen) an der Straße nach Kutusowo (Schirwindt) am kleinen Fluss Tumannaja (dt. Rauschwe).

## Geschichte

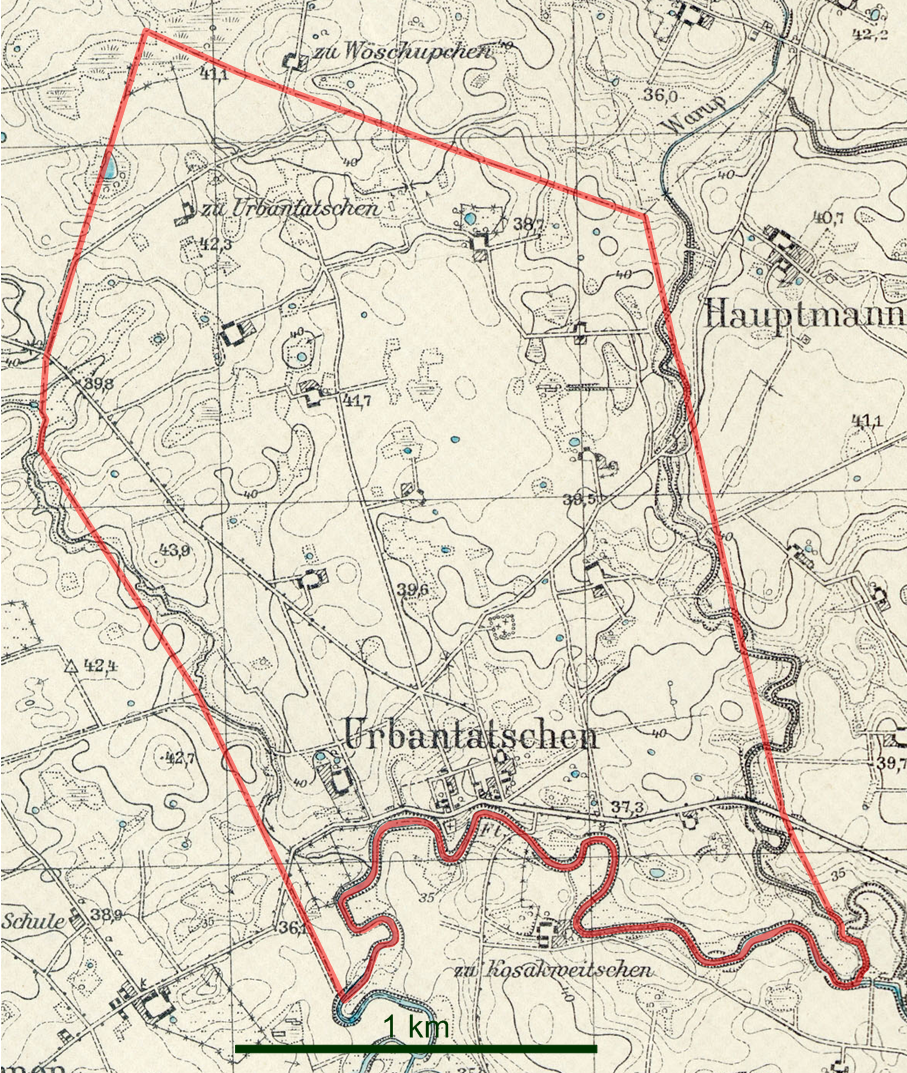
Die Gemeinde Urbantatschen auf einem Messtischblatt von 1937

Urbantatschen wurde seit 1664 erwähnt. Um 1780 war es ein meliertes Dorf. 1874 wurde die Landgemeinde Urbantatschen in den neu gebildeten Amtsbezirk Pieraggen im Kreis Pillkallen eingegliedert. 1938 wurde Urbantatschen in Urbanshöhe umbenannt. 1945 kam der Ort in Folge des Zweiten Weltkrieges mit dem nördlichen Ostpreußen zur Sowjetunion. Einen russischen Namen erhielt er nicht mehr.

### Einwohnerentwicklung
| Jahr | Einwohner |
| ---- | --------- |
| 1867 | 133       |
| 1871 | 130       |
| 1885 | 139       |
| 1905 | 105       |
| 1910 | 103       |
| 1933 | 108       |
| 1939 | 91        |

## Kirche
Urbantatschen/Urbanshöhe gehörte zum evangelischen Kirchspiel Schirwindt.